# José Pires Cardoso

José Pires Cardoso

José Pires Cardoso (Abrantes, 30 de Agosto de 1904 – 1990) foi um economista e professor do Instituto Superior de Ciências Económicas e Financeiras (ISCEF), de Lisboa, licenciado em Direito pela Universidade de Lisboa e em Ciências Económicas e Financeiras pelo ISCEF, instituição onde se doutorou em 1941. 
Exerceu diversos cargos de relevo nas instituições do regime do Estado Novo, entre as quais a de Ministro do Interior e de procurador à Câmara Corporativa por nomeação do Conselho Corporativo. Foi um dos mais brilhantes teóricos corporativistas sob o Estado Novo e director do Gabinete de Estudos Corporativos do Centro Universitário da Mocidade Portuguesa. É autor de uma importante obra sobre corporativismo e sobre direito comercial, matérias que leccionou no ISCEF. 
Foi ministro do Interior por apenas três meses, entre 14 de agosto e 27 de novembro de 1958, tendo apresentado a sua demissão no seguimento da prisão pela polícia política PIDE, em 22 de novembro, dos intelectuais Francisco Vieira de Almeida, Jaime Cortesão, António Sérgio e Mário de Azevedo Gomes, medida tomada à sua revelia e da qual discordou.
Foi cofundador, com Adérito Sedas Nunes, e primeiro director do Gabinete de Investigações Sociais (GIS), antecessor do Instituto de Ciências Sociais da Universidade de Lisboa (ICS). Foi o primeiro director da revista Análise Social, publicada pelo GIS e pelo ICS ininterruptamente desde 1963 até ao presente. 